# Southern Hockey League (1995-1996)
La Southern Hockey League è stata una lega minore professionistica di hockey su ghiaccio che ha operato negli Stati Uniti nella sola stagione 1995-1996.

## Storia
La lega nacque con l'idea di ospitare squadre degli Stati Uniti sudorientali (Georgia, Carolina del Nord, Carolina del Sud, Alabama), oltre ad ospitare squadre della scomparsa Sunshine Hockey League (SuHL), lega professionistica attiva in Florida dal 1993 al 1995.
Nella stagione inaugurale quattro squadre provenivano, con alcuni cambiamenti di denominazione, dalla SuHL: Jacksonville Bullets, Daytona Beach Breakers (già Daytona Beach Sun Devils), West Palm Beach Barracudas (già West Palm Beach Blaze) e Lakeland Prowlers (già Lakeland Ice Warriors). Le altre due squadre erano di nuova costituzione: Huntsville Channel Cats (dall'Alabama) e Winston-Salem Mammoths (dalla Carolina del Nord). La lega venne vinta dagli Huntsville Channel Cats in finale contro i Winston-Salem Mammoths.
Era prevista per la stagione successiva l'espansione in Georgia (Macon Whoopee e Columbus Cottonmouth), ma nell'estate del 1996 Jacksonville Bullets, Lakeland Prowlers e Daytona Breakers vennero sciolte. Le due nuove squadre squadre dichiararono che non avrebbero preso parte ad un campionato con meno di sei squadre. Il successivo scioglimento dei West Palm Beach Barracudas rese vani i tentativi di trovare una sesta squadra.
Hunstville Channel Cats, Macon Whoopee e Columbus Cottonmouths aderirono alla Central Hockey League.

## Stagione 1995-1996

### Regular season
| Team                       | GP | W  | L  | SOL | GF  | GA  | Pts |
| -------------------------- | -- | -- | -- | --- | --- | --- | --- |
| Lakeland Prowlers          | 60 | 41 | 13 | 6   | 342 | 229 | 88  |
| Daytona Beach Breakers     | 60 | 33 | 20 | 7   | 297 | 251 | 73  |
| Winston-Salem Mammoths     | 60 | 30 | 23 | 7   | 273 | 274 | 67  |
| Huntsville Channel Cats    | 60 | 27 | 31 | 2   | 274 | 294 | 56  |
| West Palm Beach Barracudas | 60 | 26 | 32 | 2   | 251 | 319 | 54  |
| Jacksonville Bullets       | 60 | 23 | 33 | 4   | 282 | 352 | 50  |

### Playoff
Semifinali al meglio dei 5 incontri, finale al meglio dei sette incontri.
|  | Semifinali | Semifinali              | Semifinali             | Semifinali | Semifinali | Semifinali | Semifinali |  |  | Finale                  | Finale                  | Finale                  | Finale                  | Finale | Finale | Finale | Finale | Finale |  |
|  |            |                         |                        |            |            |            |            |  |  |                         |                         |                         |                         |        |        |        |        |        |  |
|  | 1          | Lakeland Prowlers       | 7                      | 8          | 2          | 3          | 2          |  |  |                         |                         |                         |                         |        |        |        |        |        |  |
|  | 4          | Huntsville Channel Cats | 6                      | 5          | 3          | 5          | 5          |  |  | Huntsville Channel Cats | Huntsville Channel Cats | Huntsville Channel Cats | Huntsville Channel Cats | 3      | 4      | 4      | 8      | 5      |  |
|  | 3          | Winston-Salem Mammoths  | Winston-Salem Mammoths | 3          | 6          | 5          | 8          |  |  | Winston-Salem Mammoths  | Winston-Salem Mammoths  | Winston-Salem Mammoths  | Winston-Salem Mammoths  | 5      | 3      | 3      | 7      | 2      |  |
|  | 2          | Daytona Beach Breakers  | Daytona Beach Breakers | 4          | 1          | 3          | 3          |  |  |                         |                         |                         |                         |        |        |        |        |        |  |